# Corse-du-Sud
Corse-du-Sud este un departament din sudul Franței, situat sudul Insulei Corsica. Departamentul a fost format la data de 15 septembrie 1975, când departamentul Corse a fost divizat în departamentele Haute-Corse și Corse-du-Sud. Limitele actuale corespund departamentului Liamone, ce a existat între 1793 și 1811.

## Localități selectate

### Prefectură
- Ajaccio

### Sub-prefecturi
- Sartène

## Diviziuni administrative
- 2 arondismente;
- 22 cantoane;
- 124 comune;